# Ino Anastasia
Ino (en Griego:  Ἰνὼ), renombrada como Ayelia Anastasia (fallecida en 593), fue emperatriz consorte del Imperio Bizantino, como esposa de Tiberio II Constantino, y Augusta desde el año 578 hasta su fallecimiento.

## Biografía
Según las crónicas de Juan de Éfeso, Ino era de Dafnudium, posiblemente la isla de Dafnousia en la costa de Bitinia, en el Mar Negro. En un principio se casó con Optio Ioannes, un oficial de bajo rango de la armada bizantina. Ambos tuvieron una hija que fue prometida en matrimonio con Tiberio. Su marido e hija fallecieron poco después de firmar el pacto matrimonial, y Ino se casó con Tiberio en lugar de su hija fallecida.
Juan de Éfeso comenta que Ino y Tiberio tuvieron tres hijos; dos niñas llamadas Constantina y Carito y un niño que falleció antes de que Tiberio ascendiera al rango de César.
Tiberio sirvió como Comes Excubitorum (Comandante de los Excubitores) bajo el reinado de Justino II. Cuando la importante fortaleza de Dara sucumbió bajo el asedio de Cosroes I del Imperio Sasánida, Justino comenzó a padecer ataques temporales de locura y se encontraba incapacitado para llevar a cabo sus deberes. Según Gregorio de Tours, en ese momento, todo el poder del imperio fue asumido por su esposa Sofía. Evagrius Escolástico cuenta en sus crónicas que Sofía fue capaz de firmar una tregua de tres años con Cosroes I. Pero para poder ejercer el poder efectivo como regente, ella requería partidarios y, para ello, escogió a Teodoro como aliado.
Según la crónica de Teófanes el Confesor, Tiberio fue nombrado oficialmente César por Justino, el 7 de diciembre de 574. También fue adoptado por éste y así se convirtió en su heredero. En este punto, Ino fue nombrada Caesarissa, la dama de segundo rango del imperio.
La Historia Eclesiástica de Juan de Éfeso y la crónica de Teófanes el Confesor registran que la misma Sofía había llegado a plantearse el hecho de casarse con Tiberio. No obstante, el matrimonio de Ino con éste fue visto como una ofensa, y ni a ella ni a sus hijos se les permitió entrar en el Gran Palacio de Constantinopla. En cambio, fueron instalados en al Palacio de Hormisdas, residencia de Justiniano I antes de su ascenso al trono.  Según Juan de Éfeso, Tiberio se reunía con ellos todas las noches y regresaba al Gran Palacio todas las mañanas. Sofía también prohibió que las damas de la corte visitaran a Ino o a sus hijos, evitando así que le demostraran el debido respeto que se merecía como Caesarissa.
Finalmente, para escapar de Sofía, Ino y sus hijas abandonaron Constantinopla y se instalaron en su tierra natal. Según Juan de Éfeso, Tiberio abandonó Constantinopla cuando ella enfermó.
En septiembre del año 578, Justino II nombró a Tiberio como su coemperador, y el 5 de octubre de ese mismo año, Justino falleció, quedando Tiberio como único emperador. Según Juan de Éfeso, Sofía envió al patriarca Eutychius de Constantinopla a la residencia de Tiberio para convencerlo de divorciarse de Ino, ofreciéndole a su hija adulta Arabia como futura esposa. No obstante, Tiberio, que estaba profundamente enamorado de Ino, se negó.
Tiberio aparentemente temía por la seguridad de su esposa e hijas. Juan de Éfeso explica que las tres mujeres viajaron clandestinamente hacia Constantinopla en barco, llegando de madrugada. Ino y sus hijas llegaron sanas y salvas y Tiberio organizó diversas reuniones con Eutychius y diversos miembros del Senado Bizantino. Ino fue proclamada Emperatriz en una ceremonia pública y recibió el rango de Augusta.
Según Juan de Éfeso, su nombre fue considerado inapropiado para una emperatriz cristiana, ya que tenía connotaciones helénicas. La Ino original era hija de Cadmus y de Harmonía, identificados con la diosa Leucotea. Como emperatriz, Ino recibió el nombre de Anastasia (oficialmente Aelia Anastasia).
Anastasia no fue la única Augusta, Sofía también conservó su rango y continuó reservando una sección del palacio para sí misma. La afiliación religiosa de Anastasia es desconocida y según Juan de Éfeso, era hostil a la facción religiosa de Calcedonia, y jamás se conocieron sus creencias religiosas reales.